# 白峰駿馬
白峰 駿馬（しらみね しゅんめ、1847年6月17日（弘化4年5月5日） - 1909年（明治42年）4月1日）は、幕末の武士、実業家。初名は鵜殿豊之進。

## 略歴

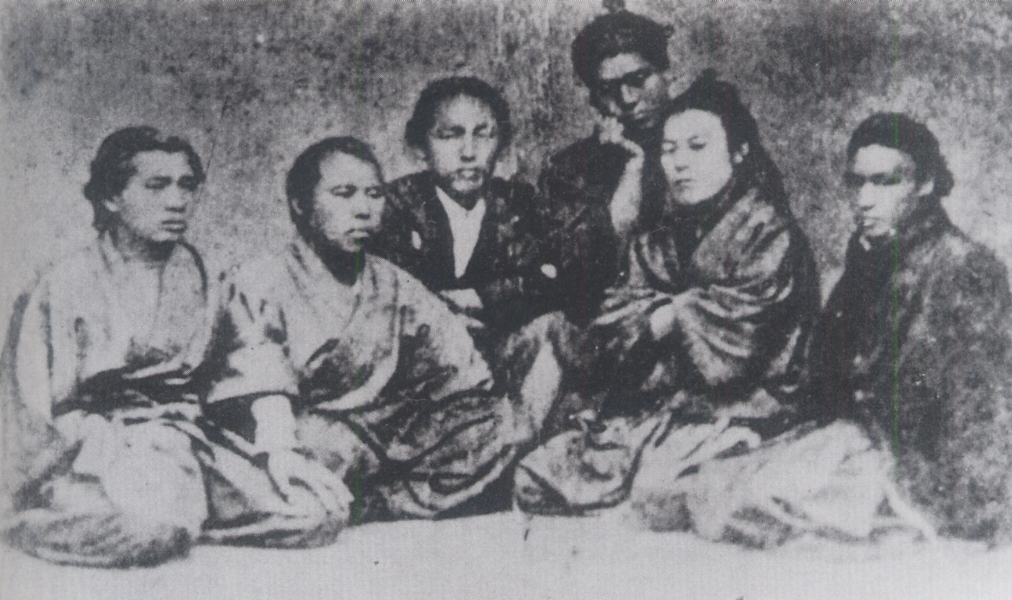
海援隊集合写真。左から長岡謙吉、溝渕広之丞、坂本龍馬、山本洪堂、千屋寅之助、白峰駿馬。

1847年（弘化4年）、長岡藩士・鵜殿瀬左衛門の三男に生まれる。1862年、江戸に行き、異父兄の鵜殿団次郎と交流があった勝海舟の門下生になる。1864年（元治元年）、長岡藩を脱藩して神戸海軍操練所に参加するが、神戸海軍操練所の解散後は坂本龍馬が結成した亀山社中・海援隊に参加して太極丸の船将として活躍する。龍馬暗殺直後には、殺害現場の近江屋に急行している。
1869年（明治2年）、菅野覚兵衛と共にアメリカ合衆国に留学し、ラトガース大学やニューヨーク海軍造船所にて造船術を学ぶ。1874年（明治7年）に帰国すると海軍省の主船寮主船小匠司に就任し、洋式帆船白峰丸（200トン）を建造した。
1878年（明治11年）海軍省を辞し白峯造船所を経営した。1909年（明治42年）2月2日、勲六等瑞宝章を下賜される。同年4月1日、死去。享年63。墓所は青山墓地。

## 白峰駿馬を描いた作品

### 伝記
- 『続・ある海援隊士の生涯 白峰駿馬の生涯』佐藤寿良

### 小説
- 『竜馬がゆく』司馬遼太郎
- 『朝星夜星』朝井まかて